# Paralithodes
Paralithodes je rod měkkochvostých desetinožců ze severního Tichého oceánu.

## Druhy
Rod zahrnuje následující druhy:
| Obrázek | Vědecké jméno                                          | České jméno    | Rozšíření                                                                      |
| ------- | ------------------------------------------------------ | -------------- | ------------------------------------------------------------------------------ |
|         | Paralithodes brevipes (H. Milne-Edwards & Lucas, 1841) | —              | severní Tichý oceán a Arktida                                                  |
|         | Paralithodes californiensis (Benedict, 1895)           | —              | východní Tichý oceán                                                           |
|         | Paralithodes camtschaticus (Tilesius, 1815)            | krab kamčatský | Tichý oceán, Beringovo moře                                                    |
|         | Paralithodes platypus (Brandt, 1851)                   | —              | vody kolem St. Matthew Island, Pribilof Islands a Diomedových ostrovů, Aljaška |
|         | Paralithodes rathbuni (Benedict, 1895)                 | —              | východní Tichý oceán                                                           |